# Jan Pastwa
Jan Aleksander Pastwa (ur. 23 maja 1962 w Gdyni) – polski urzędnik państwowy i dyplomata, harcmistrz, współtwórca ZHR na Pomorzu, szef służby cywilnej w latach 1997–2006. W latach 2007–2012 ambasador w Republice Czeskiej, w latach 2012–2016 dyrektor Krajowej Szkoły Administracji Publicznej.

## Życiorys
W 1990 ukończył studia na Wydziale Prawa Uniwersytetu Gdańskiego, a w 1994 ukończył Krajową Szkołę Administracji Publicznej w Warszawie (II promocja).
Związany z harcerstwem, był wychowankiem i drużynowym (w latach 1980–1986) Czarnej Czwórki Gdyńskiej, członkiem trójmiejskiego Kręgu Instruktorów Harcerskich im. Andrzeja Małkowskiego. W 1981 brał udział w technicznej obsłudze I Krajowego Zjazdu Delegatów „Solidarności” w Gdańsku. W latach 1983–1989 działał w niejawnym Ruchu Harcerskim. Należy do współzałożycieli Związku Harcerstwa Rzeczypospolitej, w latach 1990–1995 był jego wiceprzewodniczącym, a następnie członkiem Naczelnictwa ZHR.
Jako student Uniwersytetu Gdańskiego uczestniczył w podziemnym kolportażu i strajku w Gdańsku w maju 1988. Od 1989 kierował działem informacji biura Komisji Krajowej NSZZ „Solidarność”. W latach 1990–1994 był zatrudniony w Urzędzie Wojewódzkim w Gdańsku na stanowisku rzecznika prasowego ówczesnego wojewody, Macieja Płażyńskiego. Od 1994 do 1996 był dyrektorem Urzędu Wojewódzkiego w Gdańsku, a następnie przez rok kierownikiem Urzędu Rejonowego w Gdyni.
7 listopada 1997 został powołany przez prezesa Rady Ministrów na szefa służby cywilnej. Następnie 1 lipca 2001 objął to stanowisko na kolejną pięcioletnią kadencję, która upłynęła w 2006. 26 marca 2007 złożył listy uwierzytelniające prezydentowi Republiki Czeskiej, obejmując funkcję ambasadora RP w Pradze. Urzędowanie zakończył w 2012. 26 listopada tego samego roku premier Donald Tusk powołał go na stanowisko dyrektora Krajowej Szkoły Administracji Publicznej. 7 października 2016 premier Beata Szydło odwołała go z pełnionej funkcji.
Żonaty z Ewą Borkowską-Pastwą, ma dwóch synów: Lecha i Jana.

## Odznaczenia
- Krzyż Kawalerski Orderu Odrodzenia Polski – 2012[2]
- Odznaka Honorowa za Zasługi dla Służby Cywilnej – 2025[7]